# Вилмер Валдерама
Вилмер Едуадо Валдерама (енгл. Wilmer Eduardo Valderrama; Мајами, Флорида 30. јануар 1980) амерички је глумац.
Валдерама је најпознатији по улози  Феза у ТВ серији Веселе седамдесете, као и по улози посебног агента Ника Тореса у ТВ серији Морнарички истражитељи.